# Nicasio Álvarez de Cienfuegos
Nicasio Álvarez de Cienfuegos, född den 14 december 1764 i Madrid, död den 30 juni 1809 i Orthez i södra Frankrike, var en spansk skald.
Cinfuegos tillhör den så kallade Salamancaskolan, vars främste representant var hans samtida Juan Meléndez Valdés. Erik Schöne Staaff skriver i Nordisk familjebok: "Vida mindre betydande än denne som begåfning, men honom mycket öfverlägsen såsom karaktär, visar C. i sina dikter (oden, romanser, idyller, elegier med mera) både ingifvelse och formell talang, men lider ofta af öfverdrifven känslosamhet samt ett filosoferande maner, som ofta verkar störande." På sin tid var emellertid hans dikter mycket populära, liksom även hans dramer (Pitaco, Zoraida med flera), vilka förvärvade honom en plats i spanska akademien. Cienfuegos landsförvisades mot slutet av sitt liv på grund av sitt fosterländska motstånd mot fransmännens välde. Obras de Cienfuegos utgavs av honom själv i Madrid 1798 (2 band, ny upplaga 1816).